# Nikola Sukacev
Nikola Sukacev (tiếng Serbia-Croatia: Nikola Sukačev; sinh ngày 24 tháng 2 năm 1998) là một cầu thủ bóng đá người Thụy Sĩ thi đấu ở vị trí tiền vệ cho Grasshoppers tại Giải bóng đá vô địch quốc gia Thụy Sĩ.

## Sự nghiệp chuyên nghiệp
Sukacev là sản phẩm trẻ của Grasshoppers, sau khi gia nhập học viện năm 2007. Sukacev ra mắt cho Grasshoppers trong trận hòa 1–1 tại Giải bóng đá vô địch quốc gia Thụy Sĩ cùng với BSC Young Boys ngày 10 tháng 12 năm 2017, khi anh ghi bàn thắng duy nhất cho đội bóng. Sukacev ký bản hợp đồng chuyên nghiệp đầu tiên with Grasshoppers vào ngày 29 tháng 1 năm 2018.

## Sự nghiệp quốc tế
Sukacev sinh ra ở Thụy Sĩ và có gốc Serbia. Anh là cầu thủ trẻ thi đấu quốc tế cho Thụy Sĩ, nhưng vẫn được phép đại diện Serbia.